# 新上五島町立崎浦小学校
新上五島町立太崎浦学校（しんかみごとうちょうりつ さきうらしょうがっこう）は長崎県南松浦郡新上五島町友住郷にあった公立小学校。
2013年（平成25年）3月末をもって閉校した。

## 概要
歴史
1875年（明治8年）創立の友住尋常小学校と赤尾尋常小学校の2校が1901年（明治34年）に統合して「崎浦尋常小学校」となった。新上五島町立有川小学校への統合により2013年（平成25年）3月末をもって創立138年の歴史に幕を下ろした。
校区
中学校区は新上五島町立有川中学校。
校訓
「やればできる」
校章
月桂樹をリボンで結んだものを背景にして校名の「崎浦」の文字（縦書き）を置いている。
校歌
歌詞は2番まであり、校名は歌詞中に登場しない。

## 沿革
- 1875年（明治8年）- 第五大学区第五中学区有川小学校の分校として「友住分校」と「赤尾分校」が設置される。
- 1886年（明治19年）9月 - 小学校令の施行により有川小学校から分離し「簡易友住小学校」・「簡易赤尾小学校」として独立。修業年限を3年とする。
- 1889年（明治22年）4月 - 町村制の施行により、有川村立の小学校となる。
- 1893年（明治26年）5月 - 「友住尋常小学校」・「赤尾尋常小学校」に改称。修業年限を4年とする。
- 1901年（明治34年）9月 - 友住尋常小学校と赤尾尋常小学校が統合され、「崎浦尋常小学校」となる。
- 1904年（明治37年）3月 - 赤尾分教場を設置。
- 1907年（明治40年）4月 - 小学校令の改正で義務教育年限が4年から6年に延長されたため、尋常科5年を新設。
- 1908年（明治41年）4月 - 尋常科6年を新設。
- 1914年（大正3年）10月2日 - 頭島分教場がへき地3級の指定を受ける。
- 1918年（大正7年）4月1日 - 高等科を併設し、「崎浦尋常高等小学校」に改称（尋常科6年・高等科2年）。高等科に農業科を加える。
- 1934年（昭和9年）10月17日 - 有川町の発足により、有川町立の小学校となる。
- 1936年（昭和11年）8月1日 - 赤尾分教場を廃止。
- 1941年（昭和16年）4月1日 - 国民学校令の施行により、「有川町崎浦国民学校」に改称。尋常科を初等科に改める（初等科6年・高等科2年）
- 1947年（昭和22年）4月1日 - 学制改革（六・三制の実施）が行われる。
  - 国民学校の初等科が改組され「有川町立崎浦小学校」（修業年限6年）となる。
  - 国民学校の高等科は新制中学校「有川町立崎浦中学校」（修業年限3年）となる。
- 1949年（昭和23年）
  - 4月1日 - 小学校と中学校が併設校となる「有川町立崎浦小学校・中学校」。
  - 10月25日 - 中学校校舎3教室が完成。
- 1952年（昭和27年）3月10日 - 小学校校舎4教室が完成。
- 1955年（昭和30年）12月4日 - 校旗を制定。
- 1957年（昭和32年）4月8日 - 園舎完成までの間、有川町立崎浦幼稚園[1]を併設。
- 1960年（昭和35年）3月 - へき地集会所が完成。
- 1965年（昭和40年）4月8日 - 新校舎（第一期工事）が完成。
- 1967年（昭和42年）12月27日 - 新校舎（第二期工事）が完成。
- 1972年（昭和47年）1月 - 完全給食を開始。
- 1973年（昭和48年）1月 - 体育館が完成。
- 1975年（昭和50年）4月 - 創立100周年記念式典を挙行。
- 1982年（昭和57年）3月 - 頭島分校を廃止[2]。
- 1984年（昭和59年）3月 - 運動場を拡張。
- 1986年（昭和61年）1月 - へき地集会所を解体。
- 1987年（昭和62年）1月 - 長崎県緑化推進事業の一環としてカイヅカイブキ100本を植樹。
- 1994年（平成6年）3月31日 - 中学校が有川中学校への統合のため閉校。併設を解消。
- 2004年（平成16年）8月1日 - 新上五島町の発足により、「新上五島町立崎浦小学校」に改称。
- 2013年（平成25年）3月31日 - 新上五島町立有川小学校に統合され閉校。

## 周辺
- 友住郵便局

## アクセス
最寄りのバス停
- 西肥自動車（西肥バス）五島営業所「深浦」バス停

最寄りの国道・県道
- 長崎県道62号上五島空港線

## 参考資料
- 「有川町郷土誌」（1994年（平成6年）2月20日発行, 有川町郷土誌編集・編纂委員会）p.657-